# Fridericia singula
Fridericia singula är en ringmaskart som beskrevs av Nielsen och Christensen 1961. Fridericia singula ingår i släktet Fridericia, och familjen småringmaskar. Arten är reproducerande i Sverige.